# Glyphonyx okinawanus
Glyphonyx okinawanus is een keversoort uit de familie kniptorren (Elateridae). De wetenschappelijke naam van de soort is voor het eerst geldig gepubliceerd in 1959 door Chûjô.